# 阿如那查拉山
阿如那查拉（Arunachala）是印度泰米爾納德邦蒂魯瓦納馬萊的一座山丘，巨石遍佈，當地方言意指紅色的聖山，國內有譯為聖炬山的，因此本文均簡稱為聖炬山；原文的別名繁多，有Arunagiri、Annamalai Hill、Arunachalam、Arunai、Sonagiri 和 Sonachalam。
聖炬山是南印度五個主要的濕婆聖地之一。 山腳下有一間濕婆神廟－Annamalaiyar神廟。 每年一到泰米爾曆的Karthigai月（落在西元曆的十月到十二月），在Tiruvannamalai舉行Karthikai Deepam聖火慶典，並在山頂持續二十天燃燒聖火以紀念偉大的濕婆神將光明還給這個世界。此外每個月的滿月前夕，從印度各地前來Tiruvannamalai的數十萬的信仰者一同進行滿月繞山，全程14公里皆赤腳行走，常可看見印度人是全家一起繞山，包含年長者及小小孩，十分虔誠。人們將此奉獻給濕婆神並尋求祂的祝福。
聖炬山也是拉瑪那·馬哈希信徒的重要據點，因山腳下座落著拉瑪那修道院。

## 宗教文本中關於阿如那查拉的參考資料
關於神廟，相傳一回創造之神梵天和維護之神毗濕奴在爭論誰的地位較高，為了平息紛爭，主神濕婆顯化出一道光束，形成聖炬山。
《室犍陀往世書》的大自在天犍度（梵語 Maheśvara Khaṇḍa）一節中，廣博仙人鉅細靡遺地描述了聖炬山的神妙。
幾個世紀以來，許多聖賢紛紛被吸引到這座山來，著名人物包括濕婆聖人Manickavachagar、Appar、Sambandar和Sundarar。而在15世紀，Guhai Namasivaya、古魯Namasivaya和Virupaksha提婆也從卡納塔克邦前來定居於此。 Namasivaya聖人住在聖炬山的一個洞穴，該穴位至今仍眾所周知。Virupaksha提婆住在一個形如種子字「唵」的較高洞窟，同樣聲名遠播。而拉瑪那·馬哈希則從1899年到1916年常駐聖山東南斜坡的另一個洞穴。
《聖炬山頌》上面提到：
「見著吉登伯勒姆、生在蒂魯瓦魯爾、卒於瓦拉納西，或僅僅想到聖炬山，一個人就會解脫了。」
另一篇由室利·拉瑪那·馬哈希從梵文翻譯為泰米爾版的《聖炬山頌》則讚道：
「聖炬山是真聖地。在所有聖地中它最為神聖！要知道，它是世界的心臟，也是濕婆的真化身！是祂心臟之所在，神秘的聖境啊。就在這裡，主神始終居於名為聖炬山的光之丘中。」
被問及聖炬山的聖潔何特別之有，拉瑪那·馬哈希回答：其他Kailas、Kasi和吉登伯勒姆一類的聖地之所以神聖是因為這些地方是濕婆神的居所，而聖炬山則是濕婆神本身。然而，正如上述《聖炬山頌》詩節所言，聖炬山是神祕的聖境。它是賜予闍那（真我蘊藏的知識）的聖山，因為多數人有許多其他慾望，不是真要闍那，因此聖炬山總是相對顯為人知。但對那少數尋求闍那的人，聖炬山卻總是透過某些方法吸引他們。
「聖炬山的石頭都是林伽。它確為主神濕婆的居所。群樹都是因陀羅天的許願樹。水波蕩漾的恆河水流過我主濕婆糾纏的髮結。在那裡，所有的食物都是諸神的仙饌密酒。繞著聖炬山朝行就是繞著全世界朝行了。在那裡，口裡吐出來的言語自會變成神聖經文，而在那裡睡著自會超越妄想直抵三摩地境界。這世上還有其他像這樣的聖地嗎？」
-來源：泰米爾版《聖炬山頌》，

## 朝山儀式
繞行阿如那查拉的朝山儀式稱之為 Giri Pradakshina（梵文）或 Giri Valam（泰米爾語）。繞著聖炬山朝行（pradakshina）在多方面均有好處。一般說來，朝山都是赤腳採順時鐘方向前進的，山在右側。拉瑪那·馬哈希曾解釋過 pradakshina 的字面意思為何及應如何進行：「pra 意指除去所有的罪惡；da 意指滿足所有的欲望；kshi 指不再落入輪迴；na 指透過闍那解脫。若依儀式朝山，走一步便能得著世間的快樂，走兩步便能得著天堂的快樂，走三步便能領受Satyaloka（梵天的居所）的福份。朝山時可以噤語（mouna），也可以一邊冥思、持咒或一邊拜讚，藉此時刻憶念起主神，且當像懷胎九月的女人那般緩步推移。」
香客們在整年中都會從事一種名為 giri valam 的實修，意指繞行山腳下的Annamalaiyar神廟和周長14公里的聖炬山朝拜，這被視為一種簡單、有效的瑜伽。赤足從神廟開始朝山的活動也被視為神聖之舉。根據泰米爾納德邦遺產保護法條款，印度中央政府透過最高法院要求泰米爾納德邦政府指揮girivalam路徑。周長14公里的聖炬山沿途共有八個較小的林伽神龕，每一個都跟月亮星座有關。整體被稱為Ashta林伽（意指八林伽），亦被視為girivalam途中的崇拜儀式之一。
| 林伽         | 月亮星座                        |
| 因陀羅林伽   | Vṛṣabha、Tulā (金牛座、天秤座)  |
| 阿耆尼林伽   | Siṃha (獅子座)                  |
| 閻摩林伽     | Vṛścika (天蠍座)                |
| Niruthi林伽  | Meṣa (白羊座)                   |
| 伐樓拿林伽   | Makara, Kumbha (摩羯座、寶瓶座) |
| 伐由林伽     | Karka (巨蟹座)                  |
| 俱毗羅林伽   | Dhanuṣa, Mīna (人馬座、雙魚座)  |
| Eesaniya林伽 | Mithuna, Kanyā (雙子座、室女座) |

## Karthikai Deepam燈節

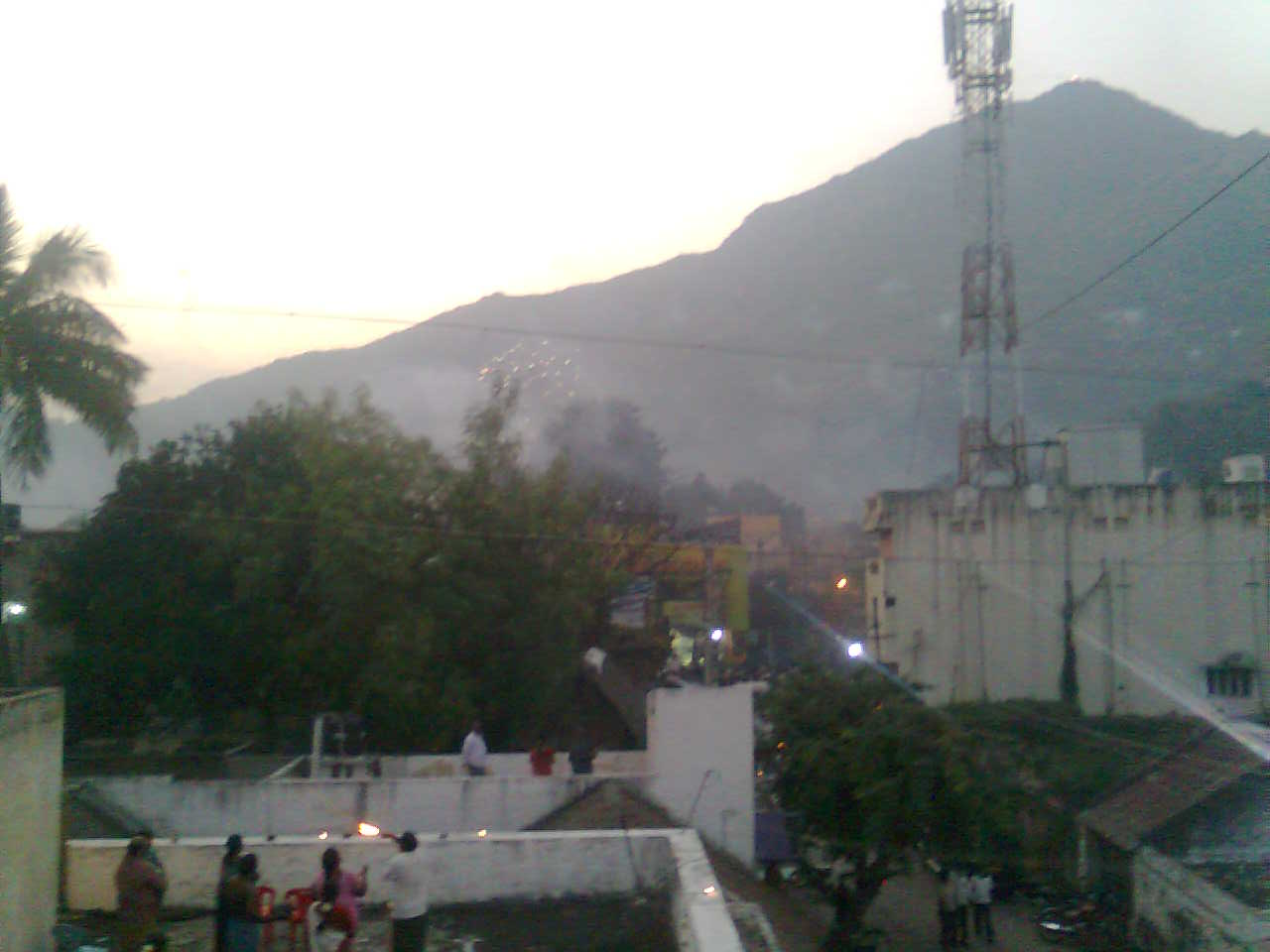
Karthikai慶典的Mahadeepam燈火

## Karthikai Deepam（英语：Karthigai Deepam）燈節
每年到了Karthikai慶典（11/15~12/14）的第十日，信眾們會將Annamalaiyar神廟點燃的聖火餘燼裝罐，連同布做的燈芯帶到聖炬山頂。聖炬山五峰頂巔放了一大鍋裝滿數百加侖的酥油和樟腦混和物。待日落月升的六點鐘一到，準時點燃山巔、神廟旗桿、拉瑪那修道院的燈火，伴隨著大批群眾吟詠聖炬山濕婆主神的頌讚聲。方圓數百哩都能看到山頂的火光。拉瑪那·馬哈希曾如此描述過這個活動的意義：
「放下『我就是這副身體』的想法，讓心智（mind）融入本心（Heart），瞭悟真我（Self）的不二性，明白真我就是一切的光了，這也是瞻仰宇宙的中心－聖炬山的火光此舉真正的意涵啊！」

## 神廟
神廟以其巨大的Gopuram（南印度神廟入口常有的紀念塔）而聞名，有些甚至高達66公尺。Annamalaiyar神廟由三組套疊的矩形牆壁組成，各自興建於不同時期；最內層的牆可追溯到11世紀，後續再由毗奢耶那伽羅王朝（存在於14到17世紀之間）的諸國王翻新。該廟以壁面上一些非凡的刻工著稱。較奇特的是披著象皮跳舞的濕婆主神雕刻。

## 倡議聖炬山名列世界遺產
將聖炬山列入世界遺產的倡議始於2012年，因為那個時間點就是聖炬山的關鍵時刻了。發起人Peter Berking先生表示：「如果我們現在不做點什麼，在這座古老山丘上可能就會出現更多的人造建築了。開發的壓力是不得不然，遲早的問題。」
同時，這也是人類開發導致靈性中心環境惡化的世界性趨勢，他接著說：「我們已見證到Tirupathi神廟的開發了，若連那裡都淪陷了，那這裡也難逃一劫。」
呼求成為聯合國教科文組織（UNESCO）世界遺產是基於此一事實—聖炬山乃是每年來自全球各地數百萬名匯聚到此的求道者他們心目中的靈性中心。備受尊重的濕婆聖人及經文中強調的那些橫跨各世紀的其他聖人們，亦凸顯了此一事實。當國際社群努力為後人保存這類靈性中心之際，世界遺產計畫認定此舉是在符合最佳利益的前提下而為。
泰米爾納德邦除了有馬馬拉普拉姆的卓拉王朝神廟群及其他類似遺跡外，Berking也覺得聖炬山也堪稱世界文化遺產。他還列出了成為世界文化遺產的好處，如下：
- 聖炬山將會在良好保護下留存給後代子孫。
- 當地的觀光業將蓬勃發展。
- 有關當局將明白永續發展的重要性。
- 印度的國際旅客將多了一個遊程選擇。
- 本地人將因此沾光。

而保存聖炬山所需的實際措施將由UNESCO、地方及邦政府、國家當局協力完成。倡議委員會也會提供所有必要的資訊。

## 註記
1. ↑  蔡神鑫。《真我與我：印度靈性導師拉瑪那尊者的生平與教誨 （页面存档备份，存于）》。紅桌文化。2014/04/16出版
2. ↑  .   [2016-02-04]. （原始内容存档于2015-09-24）.
3. ↑  孤獨星球，《南印度》（原題South India）2009年版，頁418。Sarina Singh、Amy Karafin、Anirban Mahapatra：「歡迎來到蒂魯瓦納馬萊。此地位於韋洛爾以南約85公里處，鄰側與滿佈巨石的聖炬山相連，這裡也是濕婆的五大「元素」城市之一（意指五種自然元素，地、水、火、風、乙太），此處供奉的是祂的火形化身－Arunachaleswar（見框內文字，...）」
4. ↑  . Tamilnadu.com. 5 April 2013. （原始内容存档于2013-06-15）.
5. 1 2 3  A. R. Natarajan，阿如那查拉－從梨俱吠陀到拉瑪那·馬哈希
6. ↑  原題Skanda Purana （页面存档备份，存于）
7. ↑  廣博仙人－Skanda Purana。Maheśvara Khaṇḍa，Arunācala Māhātmya－第一冊，G. V. Tagare博士翻譯、註解
8. ↑  .   [2015-04-29]. （原始内容存档于2011-10-02）.
9. ↑  A. R. Natarajan，《時間相度內的無時間性》（原題Timeless in Time），拉瑪那·馬哈希
10. ↑  原題Arunachala Mahatmyam
11. ↑  James Michael，英譯本（1982）《聖炬山頌》（原題Arunachala Mahatmyam），《山徑 （页面存档备份，存于）》，頁75-84 （页面存档备份，存于）
12. ↑  Venkataramiah Munagala (1936)《與拉瑪那·馬哈希對話》（原題Talks with Sri Ramana Maharshi），（第143篇對話錄），(ISBN 81-88018-07-4) 拉瑪那修道院，蒂魯瓦納馬萊 html （页面存档备份，存于）
13. ↑  Venkataramiah Munagala, (1936) Talks with Sri Ramana Maharshi  PDF 的存檔，存档日期2007-09-28.
14. ↑  譯者 Butler R (2012)《聖炬山頌》，Saiva Ellappa Navalar，平裝本和 pdf 電子書請上 www.lulu.com （页面存档备份，存于）
15. ↑  Jayaraman J.，《聖炬山往事書精選：小品》（原題 Extract from Sri Arunachala Puranam: Vignettes （页面存档备份，存于））
16. ↑  A. R. Natarajan（英语：A.R. Natarajan），阿如那查拉－從梨俱吠陀到拉瑪那·馬哈希
17. ↑  Suri Nagamma，與拉瑪那·馬哈希的通信紀錄
18. ↑  Melton 2008
19. ↑  原題Tamil Nadu Heritage Conservation Act
20. ↑  Gaur 2006, p. 21
21. ↑  Goodman 2002, pp. 38-39
22. ↑  .   [2015-05-05]. （原始内容存档于2011-10-02）.
23. ↑  《南印度手冊》（原題South India Handbook），Roma Bradnock著